# Битва при Бордо (футбольный матч)
Битва при Бордо (фр. Bataille de Bordeaux; порт.-браз. Batalha de Bordéus; чеш. Bitva u Bordeaux) — наименование, данное футбольному матчу между сборными Бразилии и Чехословакии, проведённому в рамках чемпионата мира 1938 года. Игра изобиловала грубыми нарушениями со стороны обеих команд, из-за чего несколько игроков досрочно покинули поле из-за травм, а трое футболистов были удалены. Встреча завершилась вничью 1:1, из-за чего пришлось провести вторую игру.

## Ход игры
Сборные Бразилии и Чехословакии с большими усилиями вышли в четвертьфинал чемпионата мира. Чехословакия крупно обыграла Нидерланды (3:0), однако сделала это только в дополнительное время. А бразильцы со счётом 6:5 в очень тяжёлой игре также в дополнительное время победила сборную Польши. При этом фаворитами считались чехословаки: команда на прошлом первенстве дошла до финала, тогда как бразильцы тогда вылетели уже в первой игре. При этом восточно-европейская команда сохранила костяк: 8 человек играли четыре года назад, тогда как у бразильцев таковых было ровно в два раза меньше. Ещё одной проблемой был лидер обороны Домингос да Гия: у него поднялась температура, но защитник всё же вышел на поле.
Матч состоялся на стадионе Шабан-Дельмас в Бордо. Эта встреча стала первой, проведённой на этом стадионе. Игра с самого начала была жёсткой. Уже на 14 минуте встречи был удалён Зезе Прокопио. Он просто ударил форварда соперников Олдржиха Неедлы, который даже не владел мячом. Любопытно, что фол произошёл на 11-й минуте встречи, однако из-за того, что футболисты и судья игры не говорили на одном языке, только спустя 3 минуты бразильцы поняли, что Зезе Прокопио заслужил красную карточку. На 30 минуте матча был открыт счёт: Леонидас, которого весь матч били по ногам, включая удар Йозефа Коштялека, из-за которого бразилец даже пять минут был вынужден находиться вне поля, приходя в себя, забил гол. На 44 минуте первого тайма начали драться Мартин, капитан бразильцев, и Ян Ржига. Их также удалили с поля.
На 65 минуте встречи Шимунек и Неедлы вышли вдвоём на одного Домингеса. Тот попытался перехватить пас, но поймал мяч рукой. Был назначен пенальти, который реализовал Неедлы. В конце игры столкнулись голкипер и капитан чехословаков Франтишек Планичка ударился о штангу после удара Жозе Перасио. Сам вратарь сказал, что не штанга, а бразильский футболист задел после удара по воротам его руку Планичка тяжёло травмировался: у него позже диагностировали вывих ключицы, однако с этой травмой он продолжил играть. По другой версии голкипер получил перелом руки или перелом ключицы. Перасио также травмировался, из-за чего не смог выйти во втором матче. А Неедлы вообще получил перелом правой стопы. Леонидас, Неедлы и Перасио до конца первого матча не доиграли. За минуту до конца основного времени за драку с Яном Ржигой был удалён с поля Артур Машадо. Также травму, не позволившие выйти во втором матче на поле, получил Антонин Пуч. У бразильцев из игроков, игравших в первой встрече, на поле вышли только Леонидас и вратарь Валтер. Бразильцы победили со счётом 2:1.

## Статистика
| Бразилия     | 1:1 | Чехословакия      |
| ------------ | --- | ----------------- |
| Леонидас 30′ |     | Неедлы 65′ (пен.) |

| Форма · Форма | Форма · Форма |

| Вр              | Валтер          |  |     |
| Защ             | Домингос да Гия |  |     |
| Защ             | Артур Машадо    |  |     |
| ПЗ              | Зезе Прокопио   |  | 14' |
| ПЗ              | Мартин (к)      |  | 89' |
| ПЗ              | Афонсиньо       |  |     |
| Нап             | Зека Лопес      |  |     |
| Нап             | Ромеу           |  |     |
| Нап             | Жозе Перасио    |  |     |
| Нап             | Эркулес         |  |     |
| Нап             | Леонидас        |  |     |
| Главный тренер: |                 |  |     |
| Адемар Пимента  |                 |  |     |

| Вр              | Франтишек Планичка (к) |  |     |
| Защ             | Ярослав Бургр          |  |     |
| Защ             | Фердинанд Даучик       |  |     |
| ПЗ              | Йозеф Коштялек         |  |     |
| ПЗ              | Ярослав Боучек         |  |     |
| ПЗ              | Властимил Копецкий     |  |     |
| Нап             | Ян Ржига               |  | 44' |
| Нап             | Ладислав Шимунек       |  |     |
| Нап             | Олдржих Неедлы         |  |     |
| Нап             | Антонин Пуч            |  |     |
| Нап             | Йозеф Лудл             |  |     |
| Главный тренер: |                        |  |     |
| Йозеф Майсснер  |                        |  |     |

14 июня 1938
| Бразилия     | 2:1 | Чехословакия | Шабан-Дельмас, Бордо Зрители: 18.141 Судья: Жорж Капдевилль (Франция) |
| Леонидас 57' |     | 25' Копецкий | Шабан-Дельмас, Бордо Зрители: 18.141 Судья: Жорж Капдевилль (Франция) |
| Роберто 62'  |     |              |                                                                       |